# Агриппин (военный магистр)

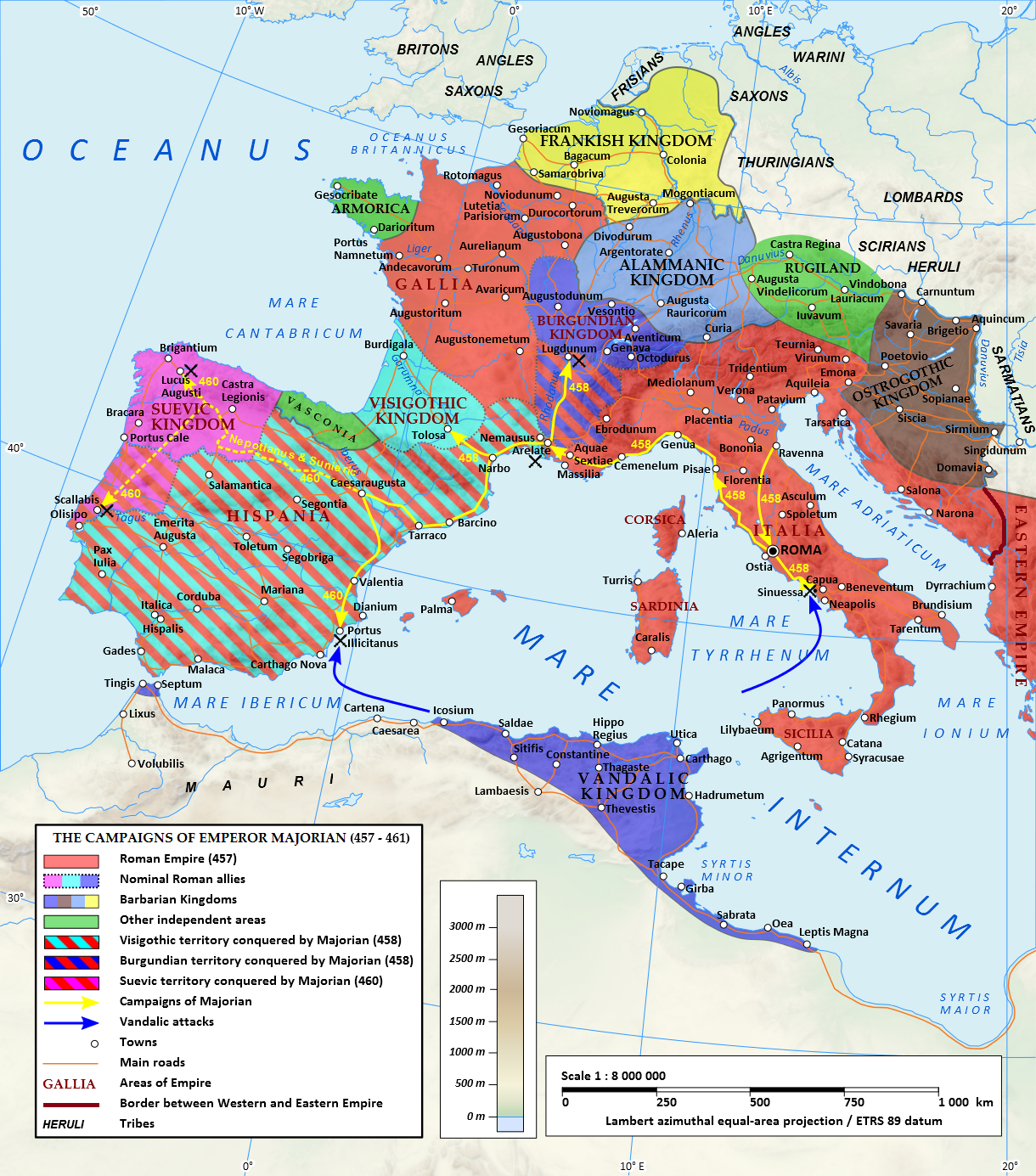
Западная Римская империя при Майориане

Агриппин (лат. Agrippinus; V век) — западно-римский военачальник, военный магистр в Галлии приблизительно в 451/452—456/457 годах и с 461 года.

## Биография
Об Агриппине сообщается в нескольких позднеантичных и раннесредневековых источниках: в хрониках Идация, Исидора Севильского и Фредегара, а также в таких агиографических сочинениях как жития святых Аниана Орлеанского и Лупицина Локоннского.
Агриппин был родом из Римской Галлии. Историки отмечают его особую связь с восточными районами Лугдунской провинции, выходцы из которой оставили об Агриппине наиболее положительные отзывы. Возможно, это свидетельствует о том, что он был местным уроженцем. По вероисповеданию Агриппин был христианином.
Вероятно, свою военную службу Агриппин начал около 430 года в Галлии при императоре Валентиниане III. Первые достоверно датированные данные о Агриппине относятся к 451 году, когда он был упомянут Идацием как человек, состоявший на римской военной службе. К следующему году относятся известия, наделяющие Агриппина должностью комита. Об этом упоминается в письме Агриппину епископа Отёна Евфрония, в котором описывалась замеченная в мае или июле 451 года комета. В «Житии Аниана» сообщается, что в одном из боёв vir inlustris Агриппин был ранен, и что епископ Орлеана чудесным образом исцелил больного, а тот в благодарность освободил всех заключённых в его городе.
Хотя современник Агриппина Идаций называл его только комитом, вероятно, что Агриппин в 451 или 452 году получил пост военного магистра в Галлии. Неизвестно точно, кто был его непосредственным предшественником в этой должности. Предыдущим упоминающимся в источниках военным магистром в Галлии был Литорий, погибший в 439 году в битве при Тулузе, в которой он сражался с королём вестготов Теодорихом I. Агриппин сохранял свой пост и при императорах Петронии Максиме и Авите.
После восшествия в 456 году на престол императора Майориана Агриппин как человек, пользовавшийся полным доверием Авита, был лишён должности магистра армии в Галлии, которая была передана Эгидию. Затем (возможно, в 457 или 458 году) Агриппин был обвинён своим преемником в государственной измене: якобы он хотел передать власть над галльскими землями германским варварам (возможно, бургундам). Сопровождаемый Лупицином, настоятелем аббатства Святого Клода, Агриппин был вынужден прибыть в Рим на суд. Здесь, несмотря на ходатайство за него патрикия Рицимера и сенаторов, он был признан виновным и приговорён к смертной казни без возможности апеллировать к императору или сенату. Из «Жития Лупицина» известно, что Агриппин бежал из-под стражи и укрылся в церкви Святого Петра. Впоследствии по ходатайству святого Лупицина Агриппин был помилован и отправлен обратно в Галлию «с великими почестями». При этом ему снова была возвращена должность магистра армии. Предполагается, что реабилитация Агриппина произошла уже после убийства императора Майориана в 461 году, организованного магистром армии в Италии Рицимером. Восстановлению Агриппина в должности командующего римскими войсками в Галлии должен был способствовать и отказ Эгидия признать законным переход римского престола к ставленнику Рицимера, императору Либию Северу. Вероятно, именно для борьбы с Эгидием Агриппин в 461 или 462 году был возвращён в Галлию.
В начале 460-х годов власть над римскими владениями в Галлии оказалась разделена между двумя военачальниками: под властью Агриппина находилась бо́льшая часть земель к югу от реки Луары, в то время как территориями к северу от неё, получившими название Суасонская область, управлял Эгидий. Также в Римской Галлии в то время существовали значительные территории, контролировавшиеся германскими племенами — вестготами, франками и бургундами. Из них франки были союзниками Эгидия, а вестготы формально признавали над собой власть Либия Севера. Предполагается, что для ещё большего скрепления союза с вестготами Агриппин не позднее 462 года отдал город Нарбон Фридериху, брату вестготского короля Теодориха II. Вестготы же в ответ обещали начать военные действия против Эгидия.
Достоверных сведений о дальнейшей судьбе Агриппина не сохранилось. Возможно, впоследствии он был комитом в Отёне.